# Alexandr Josef Sułkowski
Alexandr Josef Sułkowski (15. března 1695 – 21. května 1762) byl polský šlechtic, říšský kníže a kníže bílský pocházející z rodu Sułkowských.

## Život
Uvažuje se o jeho původu jako levobočka polského krále Augusta II. V roce 1752 odkoupil od Fridricha Viléma Haugwitze svobodné stavovské panství Bílsko. Téhož roku získal od císaře Františka Štěpána Lotrinského titul říšského knížete. V roce 1754 mu bylo Bílsko povýšeno na knížectví. Po jeho smrti se rod rozdělil na bílskou a velkopolskou větev.